# 앙리 파욜

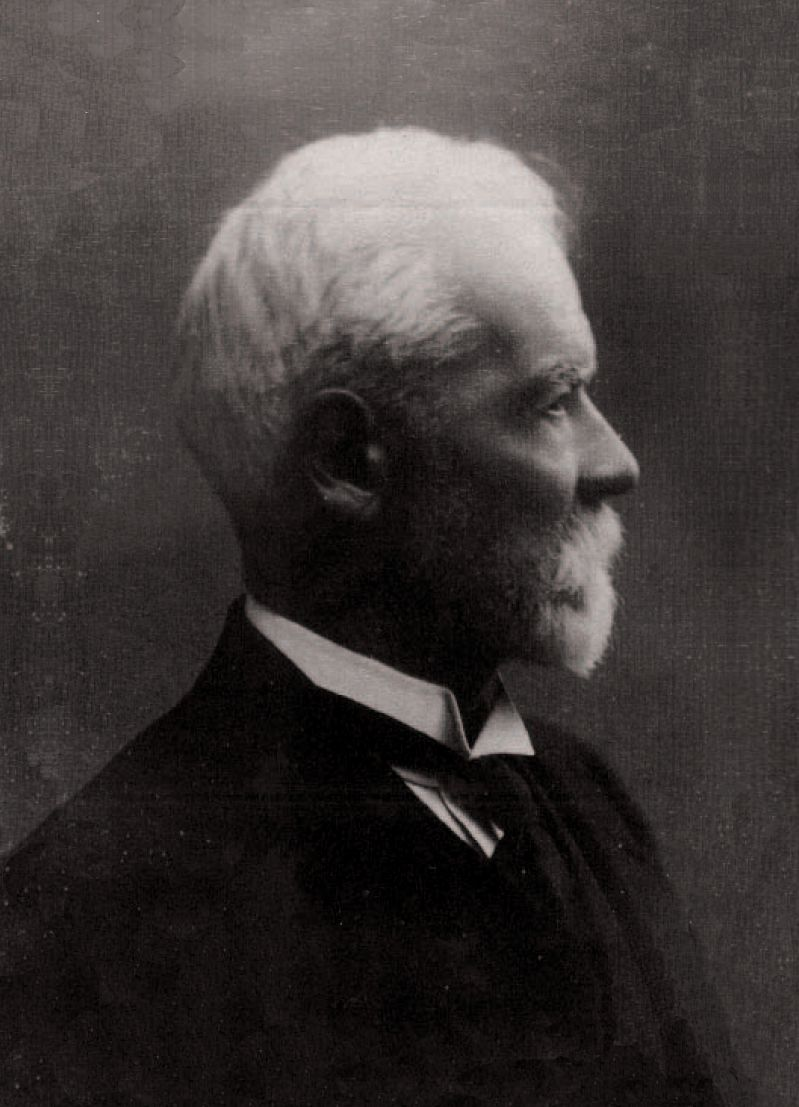

앙리 파욜(Henri Fayol, 1841년 7월 29일 – 1925년 11월 19일)은 종종 파욜주의라고 불리는 경영학의 일반 이론을 개발한 프랑스 광산 엔지니어, 광산 임원, 저자 및 광산 책임자였다. 그와 그의 동료들은 과학적 관리와는 독립적으로 이 이론을 발전시켰지만 거의 동시대에 발전했다. 그의 동시대 프레더릭 윈즐로 테일러처럼 그는 현대 경영 방법의 창시자로 널리 인정받고 있다.
파욜은 1841년 이스탄불 교외에서 태어났다. 군사 엔지니어인 그의 아버지는 금각만을 가로지르는 갈라타 교를 건설하는 공사 감독관으로 임명되었다. 가족은 1847년 프랑스로 돌아왔고, 그곳에서 파욜은 1860년 광산 아카데미를 졸업했다.
광산에서 근무하는 동안 그는 지하 화재의 원인과 예방 방법, 화재 진압 방법, 불에 탄 광산 지역을 되찾는 방법을 연구하고 분지 구조에 대한 지식을 개발했다. 1888년에는 상무로 승진했다. 이사로 재직하는 동안 그는 직원들이 팀으로 일하도록 허용하고 분업을 변경하는 등 광산의 작업 환경을 개선하기 위해 변경했다. 나중에 그의 임무에 더 많은 광산이 추가되었다.
주로 자신의 관리 경험을 바탕으로 관리 개념을 개발했다. 은퇴 후 그는 파리 행정 연구 센터의 책임자가 되었다.